# Autoserica farsilis
Autoserica farsilis är en skalbaggsart som beskrevs av Brenske 1901. Autoserica farsilis ingår i släktet Autoserica och familjen Melolonthidae. Inga underarter finns listade.